# 拜氏蜣螂
拜氏蜣螂（学名：Scarabaeus babori），一种分布于伊朗及中亚地区的蜣螂，隶属于金龟子科粪金龟属。本种最早由捷克昆虫学家弗拉迪米尔·巴尔塔扎于1934年发表，种加词取自捷克首位女性生物学家玛丽·兹丹卡·巴博罗娃－奇汉科娃（Marie Zdeňka Baborová-Čiháková）的姓氏。